# Резнолистный водный клевер
Резнолистный водный клевер (лат. Marsilea schelpeana) — вид водных папоротников рода Марсилия, эндемик Южной Африки.

## Описание
В отличие от многих других Марсилий, лопасти листа у M. schelpeana имеет 1—3 глубоких выреза. Черешок листа длиной 10—30 см, может как находиться на поверхности воды, так и выступать на несколько см над поверхностью.